# Episodi di Agatha Raisin (seconda stagione)
La seconda stagione della serie televisiva Agatha Raisin è stata trasmessa in anteprima nel Regno Unito da Sky One tra il 19 novembre 2018 e il 28 gennaio 2019.
| nº | Titolo originale                        | Titolo italiano | Prima TV UK      | Prima TV Italia |
| -- | --------------------------------------- | --------------- | ---------------- | --------------- |
| 1  | Agatha Raisin and the Wizard of Evesham |                 | 19 novembre 2018 |                 |
| 2  | Agatha Raisin and the Fairies of Fryfam |                 | 24 dicembre 2018 |                 |
| 3  | Agatha Raisin and the Curious Curate    |                 | 28 gennaio 2019  |                 |